# Storia di Perugia

## Etruschi e umbri

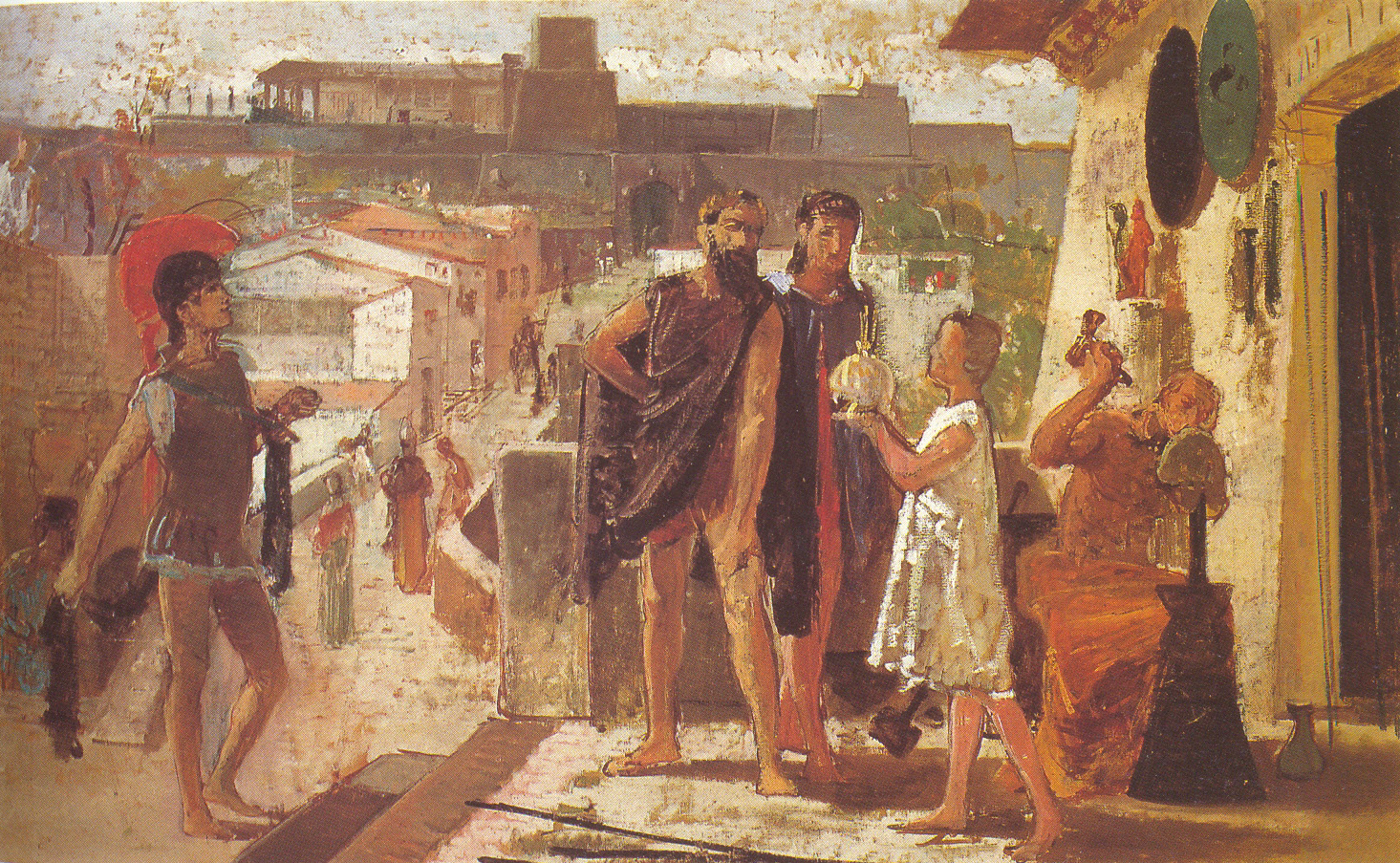
Federico Faruffini, "L'armiere etrusco" o "Gli Etruschi a Perugia", 1867-1869, Museo dell'Accademia di Belle Arti, Perugia.

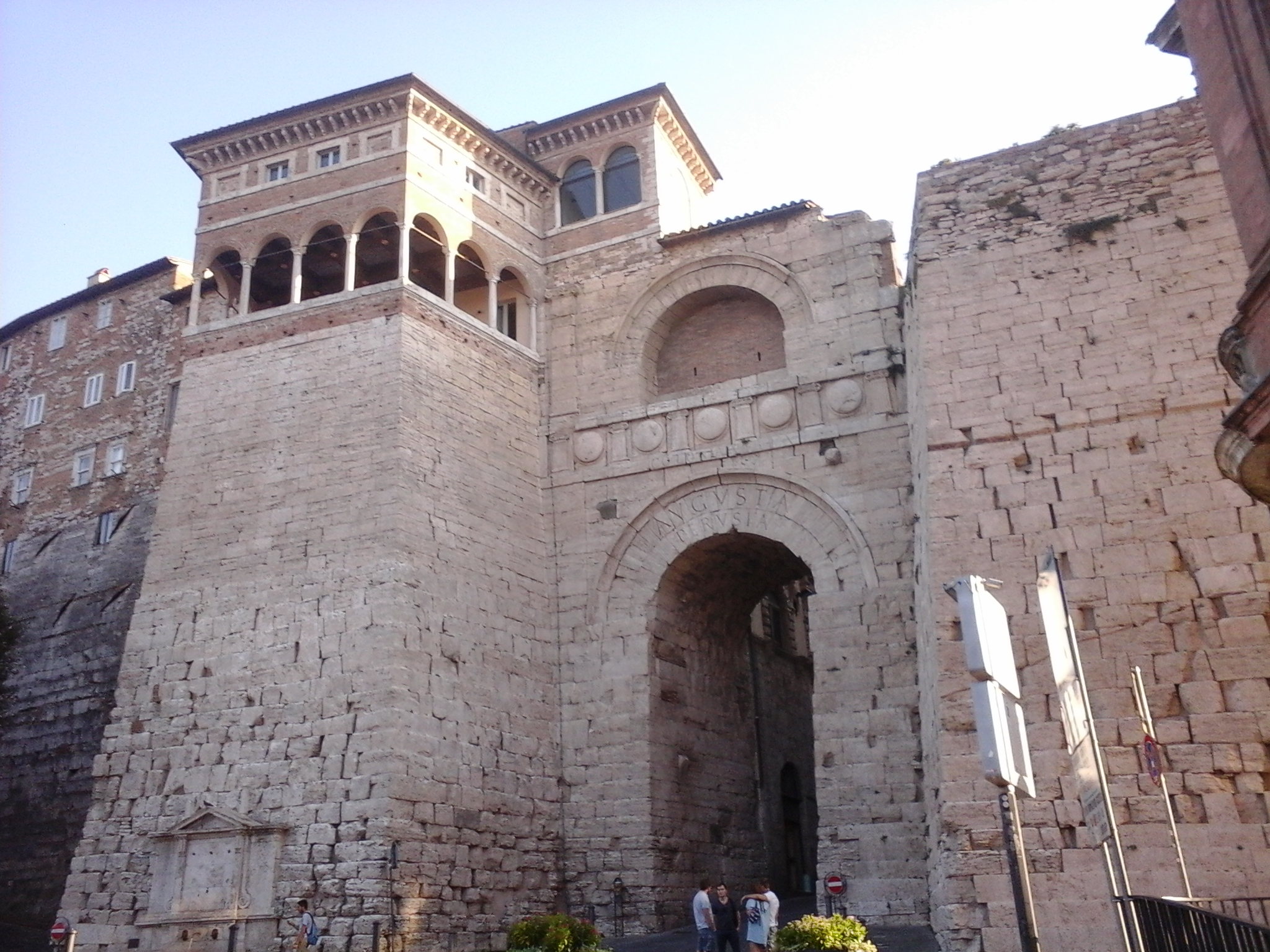
Arco Etrusco

In antichità, Perugia  (probabilmente Persa in etrusco) si trovava in una posizione di confine tra etruschi e umbri. I primi insediamenti di cui siamo a conoscenza nel territorio risalgono ai secoli XI eX a.C., con la presenza di villaggi villanoviani nei pressi delle falde dell'altura perugina e a partire dall'VIII secolo a.C. anche sulla sommità del colle dove sorgerà la città. Secondo Catone il Vecchio Perugia fu in origine sede degli umbri, in particolare dei sarsinati. Il tessuto urbano di Perugia è però etrusco, formatosi intorno alla seconda metà del VI secolo a.C., e dalla disposizione delle necropoli etrusche abbiamo una testimonianza indiretta dell'espansione del primo nucleo cittadino, che prosegue nei secoli V e IV.
Il rapido sviluppo di Perugia è favorito dalla posizione dominante rispetto all'arteria del fiume Tevere. Perugia diventa in breve una delle 12 lucumonie della confederazione etrusca. Nel 310-309 a.C. forma una Lega insieme alle altre città etrusche scontrandosi con le truppe romane guidate da Quinto Fabio Massimo Rulliano; al termine della battaglia viene siglata una tregua, che non verrà rispettata, di 30 anni.
La cinta muraria etrusca originaria, oggi ancora visibile, viene edificata tra il IV ed il III secolo a.C.: con una lunghezza di tre chilometri, racchiude il Colle Landone e il Colle del Sole sui quali si erge la città.

## Perusiaromana

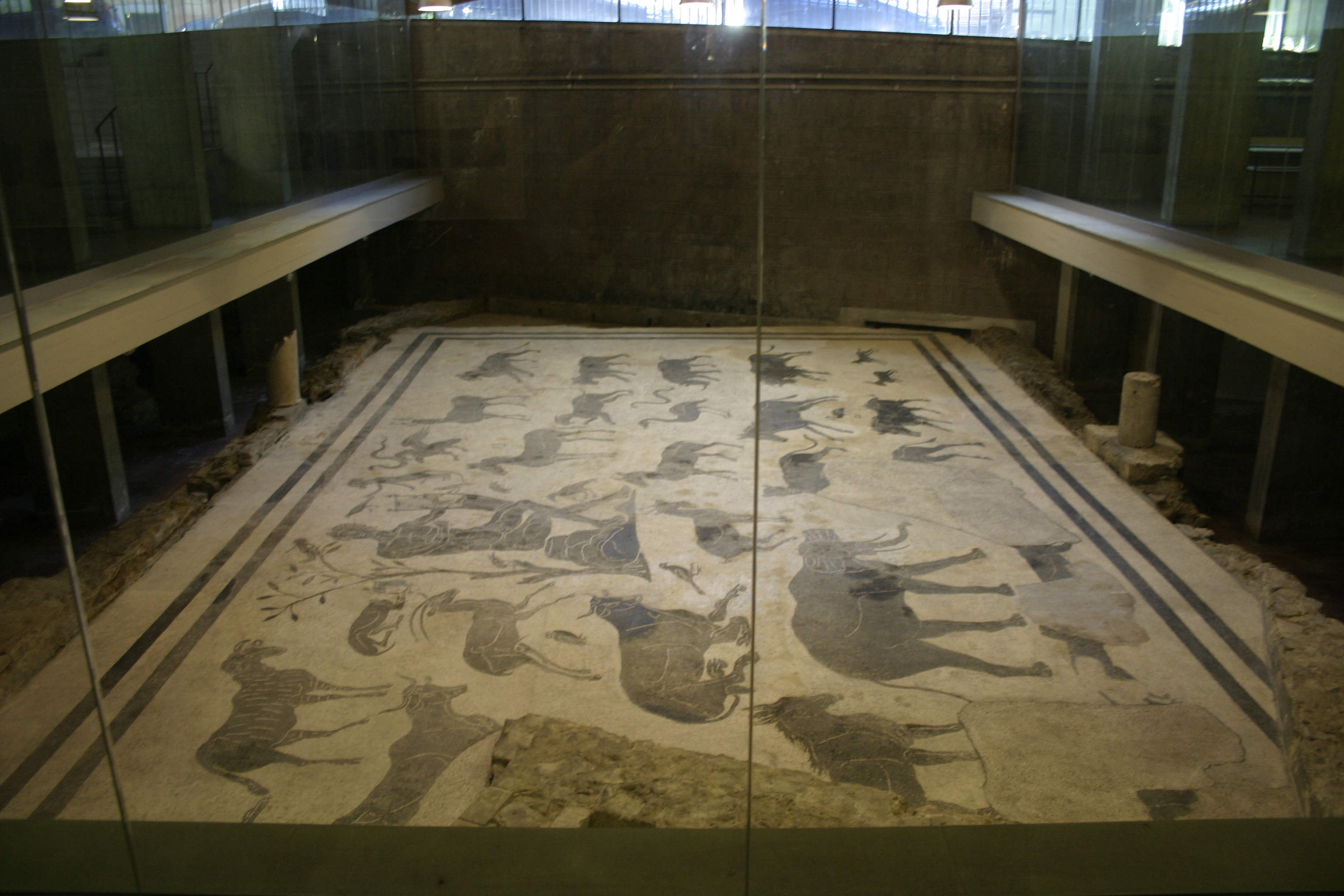
Mosaico di Orfeo, resti dell'edificio termale

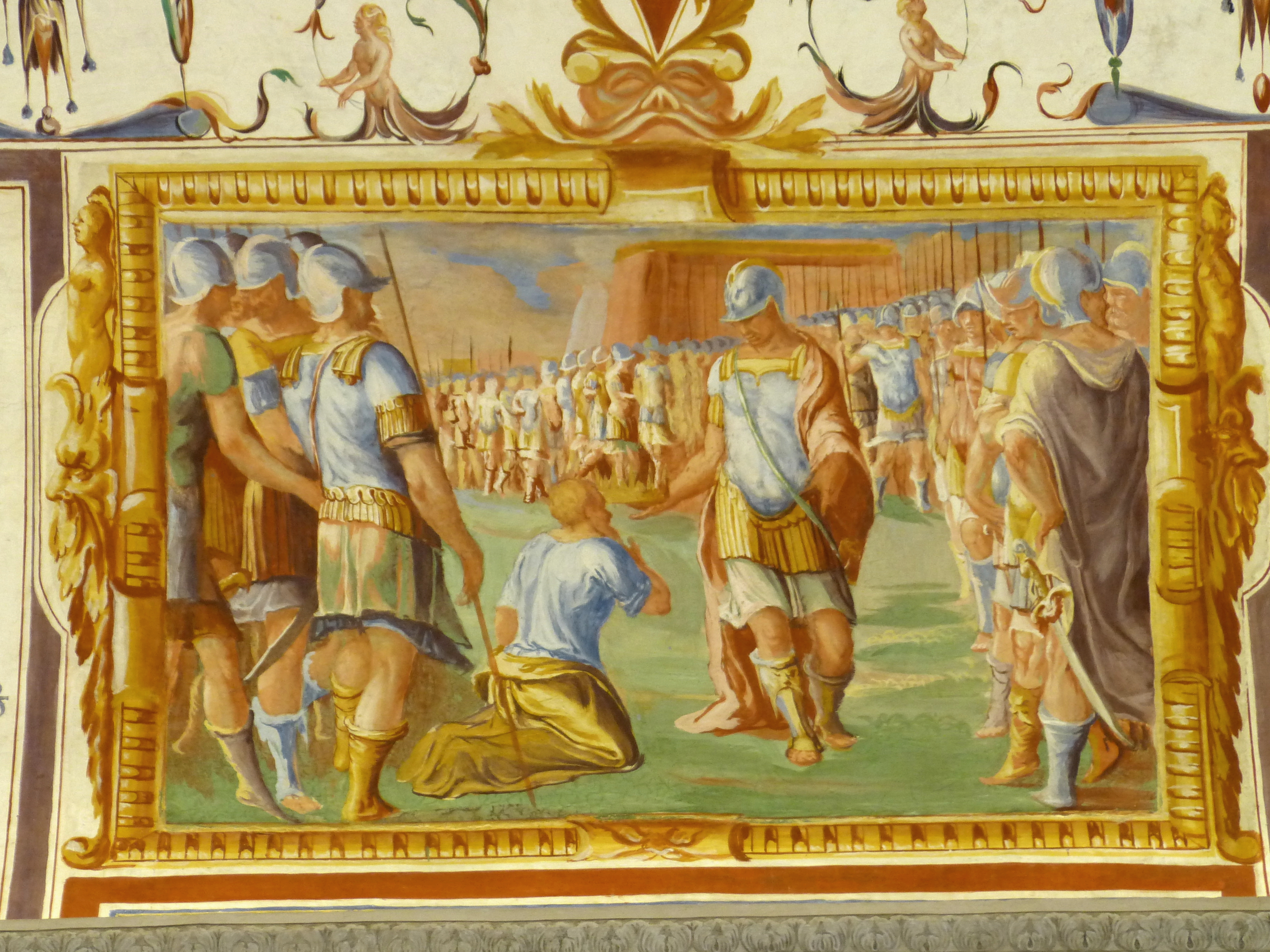
Affresco raffigurante la clemenza di Annibale, Palazzo della Corgna

Con la battaglia di Sentino (295 a.C.), Perusia e gran parte dell'Umbria entrano nell'orbita romana, pur conservando la propria lingua (l'uso dell'etrusco è documentato in città fino a tarda età repubblicana) ed una limitata autonomia municipale. Nella II guerra punica la città, pur conservando ancora le proprie specificità ma dimostrandosi fedele a Roma, dà rifugio ai romani dopo la tragica sconfitta nella Battaglia del Lago Trasimeno nel 217 a.C. È solo a partire dal I secolo a.C., in seguito alla Guerra Sociale, che Perugia si integra pienamente nello stato romano con la concessione della cittadinanza (89 a.C.). La città si rimodella secondo stilemi romani, e l'incendio della città nel 41 a.C. durante il Bellum Perusinum - a testimonianza dell'assedio verranno ritrovati molti proiettili di catapulte dentro e fuori le mura - costituisce un'occasione per un nuovo fervore edilizio, pur nella sostanziale permanenza dell'assetto viario etrusco. La ripresa urbana è favorita dalla spinta di Augusto che restituisce alla città parte dell'antico splendore, permettendole di fregiarsi del titolo di Augusta Perusia. In età imperiale la città si espande ben oltre la cinta etrusca, come testimoniano l'anfiteatro ed il tempio di Marte, o il mosaico rappresentante il mito di Orfeo (II secolo d.C.) nei pressi del quale sorgevano le terme.
Nella seconda metà del III secolo l'imperatore Vibio Treboniano Gallo, perugino d'origine, dà alla città lo ius coloniæ.
Ancora nel IV secolo tuttavia, nel clima dell'effimera ripresa economica e politica dell'Impero che precede le invasioni barbariche e la caduta dell'Occidente romano, Perugia, pur essendo oramai pienamente latinizzata, non può dimenticare il suo illustre passato etrusco e continua a partecipare ai giochi confederati etruschi, che si svolgono nel Fanum Voltumnae, nei pressi dell'odierna Orvieto.

## Età medievale

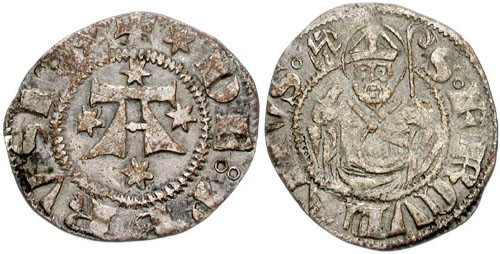
Moneta del XV secolo raffigurante Sant'Ercolano

Importante centro di collegamento tra la via Amerina e la Flaminia, Perugia riacquista un notevole peso durante la guerra gotica, al punto da venire indicata come la prima città della Tuscia.
Nel 493 Perugia viene conquistata dagli Ostrogoti di Teodorico. Nel 535 l'imperatore bizantino Giustiniano I, erede dei Cesari romani, decide di riconquistare l'Italia. Nel 537 le truppe bizantine di Belisario si scontrano con quelle ostrogote di Vitige proprio nei pressi di Perugia.
Nel 548 Totila, dopo un assedio di circa due anni, espugna la città ed uccide il vescovo Ercolano, responsabile di aver organizzato la resistenza e figura rappresentativa dell'intera città. Ercolano diventerà poi uno dei santi patroni billoni della città. Nel 553, con la morte dell'ultimo re ostrogoto, Perugia, l'Umbria e l'Italia si ricongiungono all'Impero romano d'Oriente (Impero Bizantino). Sino all'VIII secolo la città resterà sotto il dominio bizantino, eccettuati due brevi periodi di occupazione da parte dei longobardi sul finire del VI secolo.
Nella seconda metà dell'VIII secolo Perugia e il suo territorio entrano nella sfera di influenza del papato, a sua volta vincolato in vario modo all'Impero carolingio, e sono retti nei due secoli successivi da un governo vescovile. Nel 936 viene edificata entro le mura urbiche la cattedrale di San Lorenzo.

### Il Comune

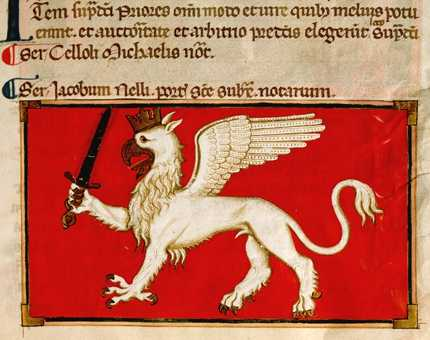
Il Grifo di Perugia in un codice medievale

Nel 1139 si ha la prima attestazione del Governo dei Consoli e della nascita del Comune, che è molto ragionevole pensare esistesse già dall'XI secolo, ma la cui prima formazione è ignota. In quell'occasione viene siglato un documento, alla presenza di un notaio, che attesta la sottomissione alla civitas Perusina degli abitanti dell'Isola Polvese. Agli inizi del XII secolo il potere è diviso tra i Consoli, un'assemblea generale (l'Arengo), ed un consiglio minore. Il nome della piazza principale passa da Piazza San Lorenzo a Piazza del Comune. Nella seconda metà del secolo Perugia ha un'ampia sfera d'influenza nel contado circostante, avendo espanso i propri territori verso Gubbio e Città di Castello a nord, e verso Città della Pieve, il Lago Trasimeno e la Val di Chiana a ovest-sudovest. Il 7 agosto 1186, in seguito agli impegni della pace di Costanza, Enrico VI, rex romanorum e futuro imperatore, conferisce al governo consolare un riconoscimento diplomatico, conferendo formalmente a Perugia la libertà di eleggere un console indipendentemente dall'impero. Nel 1198 la città accetta la protezione di Innocenzo III, il cui intento è quello di formare un vero e proprio stato nei territori del Patrimonio di San Pietro. Il papa conferma infatti il precedente riconoscimento imperiale e lo rafforza dando forza di legge alle consuetudines cittadine attuate nell'amministrazione della giustizia. In varie occasioni Perugia è rifugio per i papi dai tumulti di Roma, ed è sede di ben 5 conclavi, tra cui quelli che portarono all'elezione di Onorio III (1216), Clemente IV (1285), Celestino V (1294), Clemente V (1305); la presenza papale fu caratterizzata da un ruolo pacificatore delle rivalità interne.
A Perugia fu eletto Papa Onorio III, il quale nel 1220 incoronò Federico II come imperatore del Sacro Romano Impero. Federico, inizialmente prudente nei confronti del pontefice, cambiò strategia per riconquistare i territori controllati dal papato. Nel 1227, Giovanni di Brienne, re di Gerusalemme, fu podestà di Perugia per due anni e diede in sposa sua figlia Iolanda a Federico II, che diventò anche imperatore di Germania e re di Napoli, successivamente rivendicando il titolo di re di Gerusalemme. Nello stesso anno, papa Gregorio IX fu eletto e cambiò le relazioni con i rappresentanti del popolo perugino inviando la lettera "Populo Perusino, spiritum consilii saniori". Nel 1228, in contrasto aperto con Federico II e il comune romano, Gregorio IX scelse Perugia come base per contrastare l'avanzata dei figli di Corrado di Urslingen nella Marca e nel Ducato, entrambi sostenitori ghibellini. Tra il 1228 e il 1230, Perugia, diventata sede stabile della curia pontificia, sembrava godere di una espansione territoriale favorevole. Tuttavia, la pace di San Germano del 1230 tra Gregorio IX e Federico II cambiò la situazione. Quando l'esercito perugino tentò di conquistare Chiusi, città fedele all'imperatore, Gregorio IX intervenne con una diffida formale a procedere militarmente. Accusò i perugini di ingratitudine e insolentia e proibì loro di stabilire patti che danneggiassero i diritti dell'Impero. Quando la tregua si ruppe, la situazione si rasserenò paradossalmente: in aperto conflitto con Federico II, papa Innocenzo IV, da Lione, non ebbe bisogno di mediare o trattenere Perugia, ma anzi sfruttò la brama territoriale della città per difendere la causa pontificia contro le truppe imperiali, mentre molte altre città del Ducato accoglievano Federico II.
Ad ogni modo Perugia non accettò mai la sovranità del papato: esercitò infatti una giurisdizione diretta anche nei confronti dei componenti del clero e nel 1282 venne scomunicata per aver portato un'offensiva contro i Ghibellini andando contro un veto papale. D'altra parte Perugia rimane, nella guerra tra Guelfi e Ghibellini, costantemente leale alla parte guelfa. Nel XIII secolo il comune aumentò il proprio potere attuando una nuova politica espansionistica sottomettendo Assisi, Gualdo Tadino, Montone e rimanendo in lotta con Foligno. In quest'epoca la popolazione cittadina conta circa 28 000 abitanti e 45000 nel resto del territorio comunale; appare la borghesia formata da notai, artigiani, mercanti ecc; nel 1286 vengono contate 41 arti. Il movimento dei Flagellanti, noto anche come dei Crociferi, fu fondato da Raniero Fasani di Perugia nell'aprile del 1260. Questo movimento nacque come uno strumento d'espiazione dei peccati, e molti dell'epoca credevano che i peccati fossero all'origine della punizione divina della peste. Raniero Fasani, un eremita, fu l'iniziatore di questo grande movimento. Indossava un abito di sacco, era cinto da una fune e si auto-flagellava con una disciplina fatta di corregge. Il movimento si diffuse rapidamente dalla città alle campagne e alle regioni circostanti, tra cui Imola, Bologna, Modena, Reggio, Parma, Piacenza, Tortona, Genova, Aquileia e in seguito tutto il Friuli. Gli uomini praticavano l'autoflagellazione pubblica durante il giorno, mentre le donne la praticavano di notte, nelle loro case o nelle chiese. Il movimento si estese dall'Umbria anche in Toscana, Liguria e Veneto, e in seguito penetrò in Francia, Austria e Germania, raggiungendo punte estreme nelle Fiandre e in Polonia. Tuttavia, il movimento dei Flagellanti fu messo al bando da Papa Clemente VI nel 1349.
In questi anni e fra Duecento e Trecento, il Comune attua un imponente sviluppo urbano: vengono costruite diverse opere fra cui la Fontana Maggiore (1275-77), alimentata dalle acque dell'acquedotto proveniente da Monte Pacciano (1254-76) che si conclude proprio con la Fontana. È questo il periodo del governo mercantile, esercitato dai Priori, eletti fra gli iscritti alle arti, e con sede nel Palazzo dei Priori (XIII-XV sec.). Nel 1308 viene istituita l'Università. La presenza angioina in Italia parve offrire un'alternativa al dominio papale: nel 1319 Perugia elegge il santo angioino Ludovico di Tolosa ad "Avvocato della Signoria cittadina e del Palazzo dei suoi Priori", il santo è ancora oggi raffigurato insieme ad altre due figure sacre nel portale di Palazzo dei Priori. Nel 1342 viene redatto il secondo Statuto in volgare. Alla metà del secolo il celebre giurista Bartolo da Sassoferrato afferma che Perugia non dipende né dall'Impero né dalla Chiesa, ma il comune è già prossimo al suo declino. La peste nera giunse a Perugia l'8 aprile del 1348. Secondo le cronache: "non bastavano i cimiteri et le sepolture per li corpi morti". Il comune di Perugia dà le ultime prove di forza nel 1352 e nel 1358, quando sconfigge prima Bettona, distruggendola, e poi Siena e Cortona (Battaglia di Torrita). Ancora nel 1362, ci fu la peste che provocò la morte di molte persone.

### L'abbate di Monmaggiore (Gérard du Puy)
Papa Gregorio XI, durante il suo regno dal 1370 al 1378, aveva nominato suo parente, il cardinale Gérard du Puy, noto come l'Abate di Monmaggiore, come suo legato a Perugia. Sin da subito l'abate aveva mostrato un comportamento autoritario e prepotente come il divieto di riunione per più di tre persone e il sequestro di ostaggi tra il popolo perugino.
Durante il governo dell'abate di Monmaggiore, ordinò la costruzione di due forti collegati. Questi forti furono costruiti da Matteo Gattaponi di Gubbio e comportarono la spesa considerevole di circa 240 mila fiorini d'oro. Questi forti rappresentavano le cittadelle del governo pontificio nella città.
Il primo forte sorgeva nel Borgo di Sant'Antonio, sopra il monastero di Monteluce, mentre il secondo, ancora più grande, si trovava sopra il monte di Porta Sole. L'Abate ha collegato questi due forti attraverso un lungo corridoio coperto largo circa 4 metri, con alcuni corridoi addirittura sotterranei, creando una vera e propria strada. L'obiettivo era di consentire la connessione tra i due forti nel caso in cui il popolo avesse tentato di attaccarli. Ciò che rese questa costruzione ancora più incredibile è il fatto che l'Abate abbia creato un'altra strada che partiva dalla Fortezza di Porta Sole, attraversando archi sovrapposti, e addirittura attraversava la cattedrale di San Lorenzo, dal lato dell'altare maggiore. Questo permetteva all'Abate di essere in contatto diretto dalla sua residenza a Sant'Antonio con il Palazzo dei Priori, il Palazzo del Podestà e la curia, evitando di dover attraversare le strade e le piazze e sfuggendo agli insulti e alle urla del popolo quando doveva recarsi giornalmente alla Cattedrale.
L'intera città di Perugia era pervasa da un profondo senso di indignazione, e il 6 dicembre del 1375, partendo dal quartiere di Porta Sant'Angelo, la popolazione si sollevò e assediò le due fortezze. Il primo atto fu quello di interrompere la connessione tra San Lorenzo, i Priori e Porta Sole, seguito dalla distruzione del collegamento costituito da archi sovrapposti tra Porta Sole e Sant'Antonio.
I Perugini avevano reso le strade di accesso alla città inutilizzabili e avevano lanciato attacchi con una macchina d'assedio chiamata "cacciaprete", una sorta di catapulta. Questa azione di distruzione compiuta dalla popolazione di Perugia è stata un episodio memorabile, poiché gli alti archi sovrapposti avrebbero potuto demolire le abitazioni della gente di Perugia che si trovavano sotto di essi, se fossero stati abbattuti. I Perugini rinforzarono gli archi sovrapposti utilizzando travi di legno, quindi demolirono i pilastri alla base e infine incendiarono i puntelli di legno. In questo modo, tutte le arcate sovrapposte collassarono lentamente, garantendo la salvezza del popolo e delle case dall'imminente distruzione.
Successivamente, dopo l'attacco e una sorta di accordo, l'Abate abbandonò Perugia il 1º gennaio 1376, portando con sé tutti i soldati che il Papa aveva inviato nella città con lui, lasciando la città nella paura e nell'apprensione. La rivolta si concluse grazie alla mediazione del capitano di ventura Giovanni Acuto, che era stato assunto da entrambe le parti in conflitto e permise la fuga dell'Abate con la sua corte.
Il popolo confiscò tutti i beni dell'Abate, ma successivamente gli vennero restituiti in quando esiste un documento che attesta la restituzione di tutti questi beni, che erano direttamente legati al Papa. La Fortezza di Monmaggiore fu così la prima fortezza abbattuta dai Perugini, seguita nel 1849 dall'inizio della distruzione della Rocca Paolina.
La ribellione del popolo di Perugia contro l'autorità pontificia facilitò il ripristino delle istituzioni comunali, consentendo per la prima volta la partecipazione dei nobili al governo cittadino. Su dodici priori eletti, quattro provenivano dalla nobiltà.

## Le Signorie

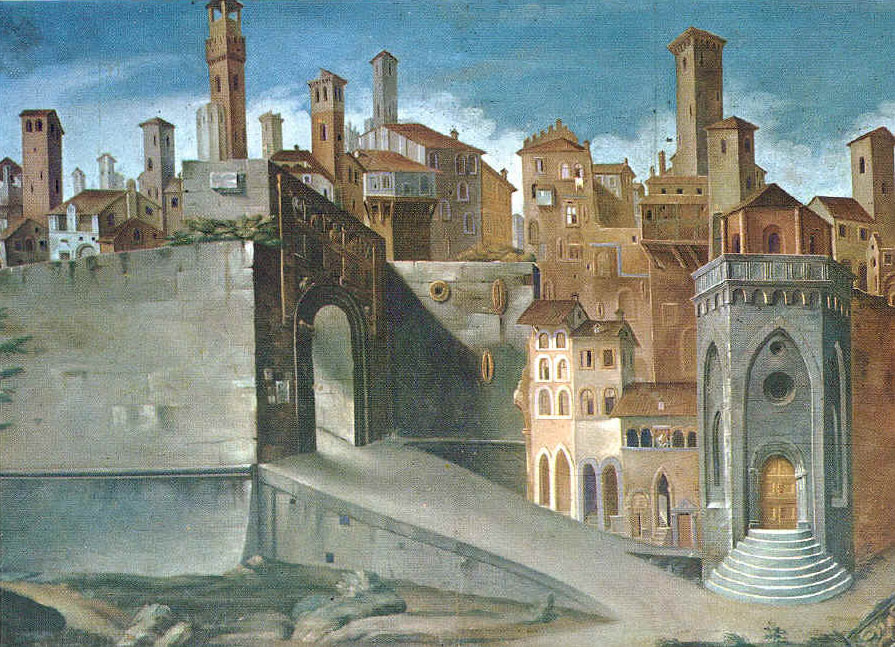
Uno scorcio di Perugia nel XV secolo da un affresco del Bonfigli

Il capitano di ventura Biordo Michelotti, della fazione popolare dei Raspanti, il 5 agosto 1393 fa il suo ingresso trionfale a Perugia ed il consiglio generale lo nomina "cavaliere del popolo" perugino e "capitano generale" delle milizie. Una commissione speciale di venticinque cittadini ebbe l'incarico di mettere al bando centocinquanta Gentiluomini, mentre Biordo decise il rientro di quelli nobili non ritenuti colpevoli di sedizione. Fra i Gentiluomini esiliati vi fu Braccio da Montone, uno dei più valenti condottieri del tempo, impegnato a non cercare «Niun patto o concordia cum li Raspanti de Peroscia».

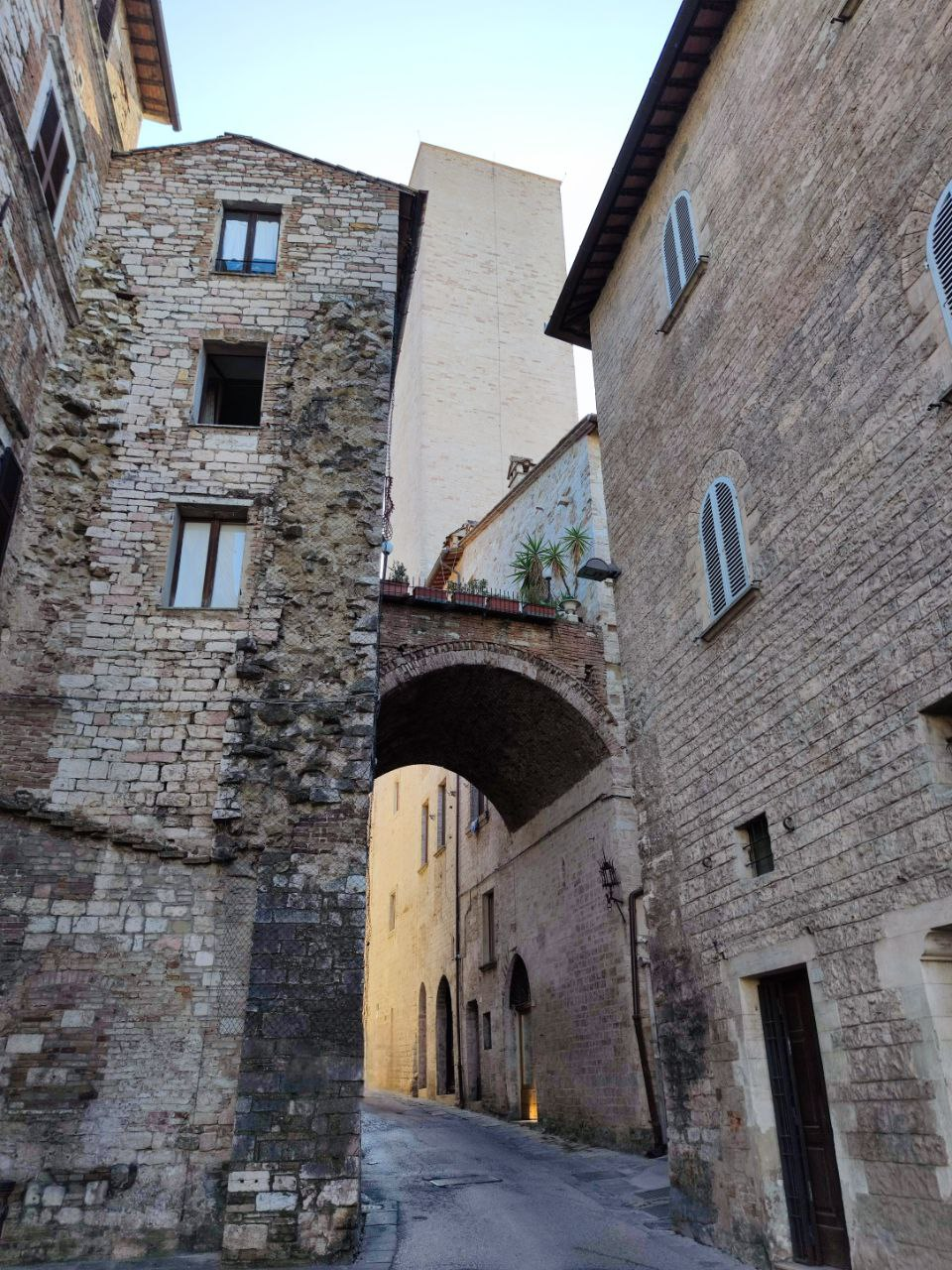
Via dei Priori e Torre degli Sciri

Fu proprio contro i nobili fuoriusciti, in particolare contro Braccio da Montone, anima e guida del movimento nobiliare in esilio che, dopo il tumulto del 1393, il governo dei Raspanti impegnò le sue energie. Detenendo di fatto ogni potere, Biordo fu riconosciuto come primo "signore di Perugia" anche se durante la sua breve signoria (1393-1398) lasciò in vita il priorato e tutte le istituzioni comunali esistenti, preoccupandosi solamente di estendere il suo dominio oltre Perugia. Dopo il fastoso matrimonio con Giovanna Orsini Biordo e la sposa presero dimora nel palazzo di Porta Sole, ma il 10 marzo 1398 Biordo cadde vittima di una congiura ordita da Francesco Guidalotti, abate di San Pietro. Nella nuova residenza il Michelotti rimase pugnalato da Giovanni e Annibaldo fratelli, dell'abate di San Pietro.
Il duca di Milano Gian Galeazzo Visconti diventerà signore di Perugia nel 1400, ma il progetto di creare un grande Stato unitario centro-settentrionale svanirà con la sua morte nel 1402, quando i Raspanti offrirono a papa Bonifacio IX il governo della città; tale dominazione durò fino al 1408, anno in cui l'esercito di Ladislao I di Napoli invase Perugia, che diventò caposaldo di future azioni belliche in Toscana. Il 12 luglio 1416, nella piana di Sant' Egidio, le truppe dei Raspanti capitanate da Carlo Malatesta, "difensore dei Perugini per Santa Chiesa", e Ceccolino Michelotti, fratello di Biordo, furono sbaragliate dai nobili fuoriusciti guidati da Braccio, in una sanguinosa battaglia campale durata per molte ore che sancì la vittoria della fazione nobiliare ed il definitivo tramonto del governo comunale. In un'assemblea generale tenutasi a Perugia il 18 luglio 1416, priori, camerlenghi e consiglieri delle arti, per il bene supremo della patria, trasferirono i loro poteri al celebre condottiero Braccio da Montone, acclamato "signore di Perugia".
Durante la signoria di Braccio Fortebracci da Montone (1416-1424) si realizzarono importanti opere pubbliche come, ad esempio, la residenza di Braccio in piazza, della quale rimangono solo le logge, o il "Sopramuro", al quale Braccio fece edificare un'altra serie di architetture di sostegno: le "briglie di Braccio".
Nel periodo 1438 - 1479 la famiglia Baglioni esercitò su Perugia una signoria occulta (ovverosia non caratterizzata da un totale controllo dei poteri civici): Braccio I Baglioni, sfruttando la sua posizione di capitano delle milizie della Santa Sede, essendo egli anche nipote di Braccio da Montone, precedente Signore della Città, esercitò su Perugia un'influenza che ne sancì presto la supremazia. In quegli anni, il centro umbro visse un periodo di florida crescita, in quanto i Baglioni attuarono una politica di espansione ed abbellimento della città, facendo costruire nuove strade e nuovi palazzi. Tra il 1429 ed il 1433 venne ampliato il Palazzo dei Priori, vennero costruite nuove chiese e cappelle private, mentre il mecenatismo dei Baglioni condusse a Perugia artisti come Piero della Francesca, Pinturicchio e Raffaello, facendo di Perugia un importante centro artistico. In quegli anni Perugia divenne un centro importante del Rinascimento umbro che vide la sua prima opera inequivocabilmente rinascimentale , con la produzione delle otto tavole delle storie di san Bernardino, cui collaborarono Pinturicchio e Piermatteo d'Amelia, e il giovane Perugino, insieme ad altri artisti, gruppo a cui ci si riferisce comunemente come la "bottega del 1473". Il Perugino Pietro Vannucci fu autore di numerose opere in città, tra le quali spicca un ciclo di affreschi all'interno della sala delle Udienze del Collegio del Cambio.
I Baglioni inoltre fecero costruire un imponente palazzo signorile come residenza privata della famiglia, di cui oggi rimane solo la parte inglobata nella Rocca Paolina. Il palazzo fu decorato da Domenico Veneziano con un ciclo di pittura sulle famiglie nobili perugine e sui grandi condottieri del passato.

## Dallo Stato della Chiesa all'Unità d'Italia

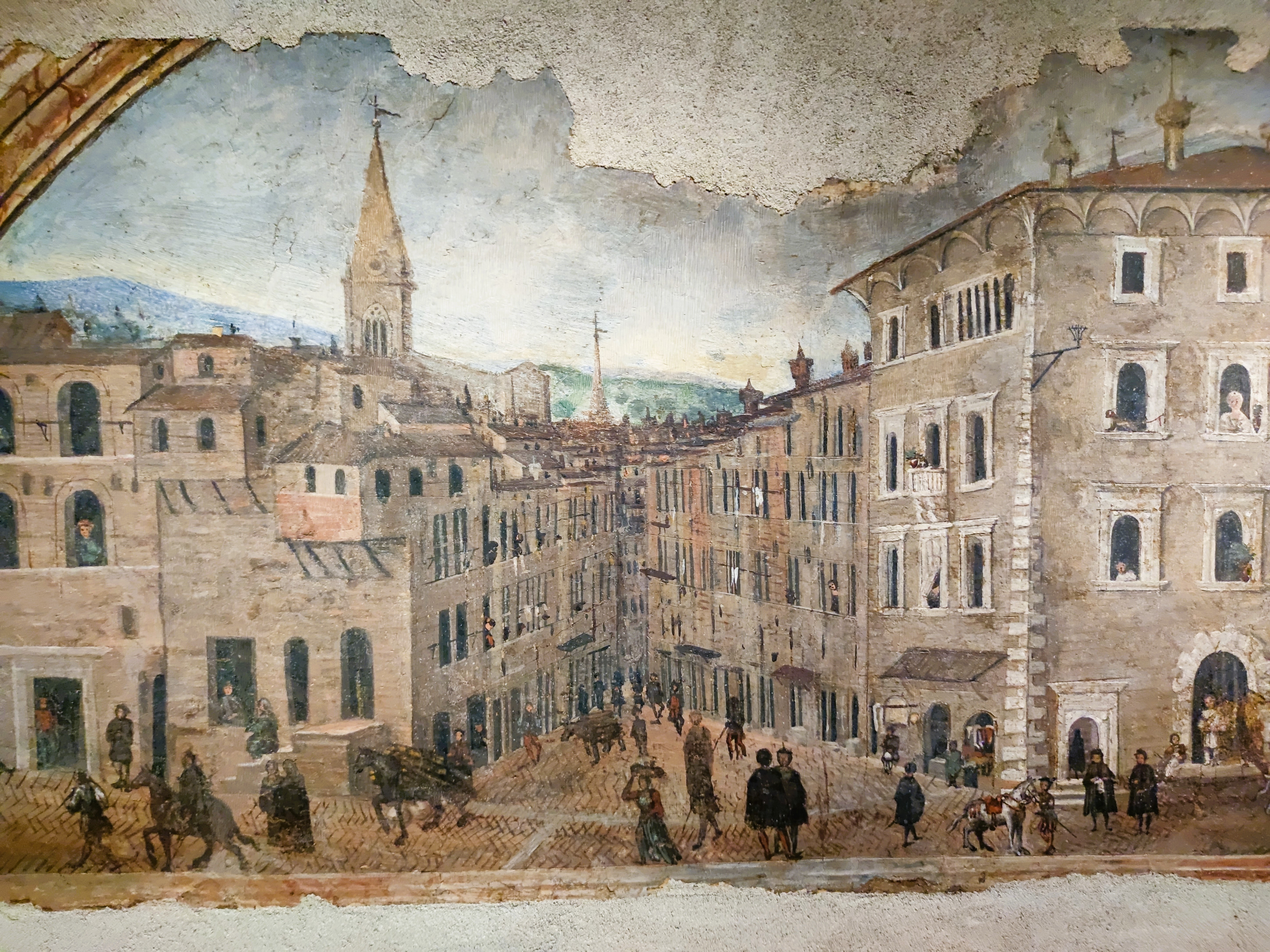
Perugia nel 1535

Nel 1540 a seguito della sfortunata guerra del sale contro Paolo III Farnese e Alessandro Tomassoni da Terni, la città perde le sue libertà civiche e la sua secolare autonomia e passa nuovamente alle dirette dipendenze dello Stato della Chiesa che obbliga la cittadinanza a costruire l'imponente Rocca Paolina, dove si insedia una guarnigione pontificia.
A partire dalla metà del XVI secolo e fino al momento dell'annessione al Regno d'Italia (1860) Perugia vivrà un lungo periodo di stagnazione demografica ed economica, omologandosi al resto delle province pontificie. Purtuttavia, sotto il profilo architettonico e artistico, la città continuerà ad arricchirsi di edifici di pregio e ad avvalersi dell'opera di una serie di esecutori di alto livello professionale. Sono di questo periodo molte delle residenze patrizie che al giorno d'oggi abbelliscono Perugia (fra cui i palazzi Donini, Della Penna, Gallenga Stuart e Conestabile della Staffa) e alcune prestigiose chiese barocche, prima fra tutte quella dedicata a San Filippo Neri.
Il 13 dicembre 1848, il Gonfaloniere, conte Benedetto Baglioni, diede il primo colpo di piccone sulle pietre cementate che coprivano le rovine delle sue case ancestrali, chiedendo che la mano di chi era stato vittima del pubblico disprezzo vendicasse la patria insultata. Il conte aveva una ragione legittima, considerando i suoi legami con il Papa, poiché fu uno dei pochi a non ricevere risarcimenti per la demolizione dei suoi palazzi. Tuttavia, presentarsi come vittima al popolo perugino era una distorsione della verità storica.
La folla si riversò sulle mura della fortezza come un'orda di api, e in poco tempo furono distrutti i capolavori dell'architetto Alessi, inclusi gli stemmi, i capitelli, gli architravi, gli altari della chiesa e le statue di San Pietro e San Paolo. La furia e il caos portarono alla morte di quattro persone e al ferimento grave di trentadue il marzo 1849, a causa dell'uso inesperto delle mine.
In realtà, ci furono coloro che tentarono di salvare la Rocca, convinti che la distruzione di un monumento non avrebbe cancellato la storia. Il pittore Nicola Benvenuti, ad esempio, fece del suo meglio per preservare almeno la Loggia Dorica di Alessi, ma il cittadino Egizio Bettini lo rimproverò, gridando: "No, no, non vogliamo arrosti e salsicce, vogliamo brodo e grano!" E il fanatismo ebbe la meglio.
Una mattina d'estate, il piccone scomparve. La Repubblica Romana era caduta e Pio IX aveva riconquistato il potere. Anche se deturpati e in gran parte distrutti, rimanevano in piedi la Loggia, il Mastio e l'appartamento del castellano. Il lavoro di demolizione non era stato completato, ma venne rimandato a un momento successivo, più opportuno e risolutivo, che sarebbe arrivato dopo dieci anni.
Dopo la caduta della Repubblica Romana (1849) le residenze di Maria Alessandrina Bonaparte (Porta Sole - Contea di Laviano), che esule da Roma scelse Perugia per l'educazione dei suoi quattro figli, diventarono salotti di ritrovo frequentati dai più autorevoli esponenti del movimento patriottico di Perugia. I politici perugini, per liberarsi dal dominio dello Stato Pontificio, essendo ormai tramontata anche l'ideologia repubblicana di Giuseppe Mazzini, passarono a sostenere la monarchia del Regno di Sardegna alleata con il cugino Napoleone III, diventato ormai imperatore di Francia. Pochi giorni prima dei moti perugini, Maria Bonaparte, fiera del suo rango e favorevole alla politica di Napoleone III, scrivendo all'amica Louise Colet, nota poetessa e scrittrice francese, manifestava il suo compiacimento per il tentativo rivoluzionario, messo in atto dal Governo provvisorio perugino che, seguendo l'esempio precedente di Bologna, tentava di sottrarsi alla dominazione pontificia. Le notizie di Maria Bonaparte inviate in Francia all'amica Colet descrivevano il suo entusiasmo nel vedere la bandiera italiana sventolare dalle torri del Municipio perugino e dai davanzali dei palazzi abbelliti dal tricolore, la piazza principale animata dalla folla festante che scandiva grida gioiose con la richiesta della desiderata liberazione. La principessa Maria, affacciata al suo balcone prospiciente Porta Sole, acclamata dalla folla dei manifestanti, rispose con l'augurio di: «Viva l'Imperatore» e «Viva l'indipendenza italiana ». Facevano parte del Governo provvisorio diversi patrioti perugini, tra i quali, Francesco Guardabassi, Nicola Danzetta, Ariodante Fabretti, Zeffirino Faina.

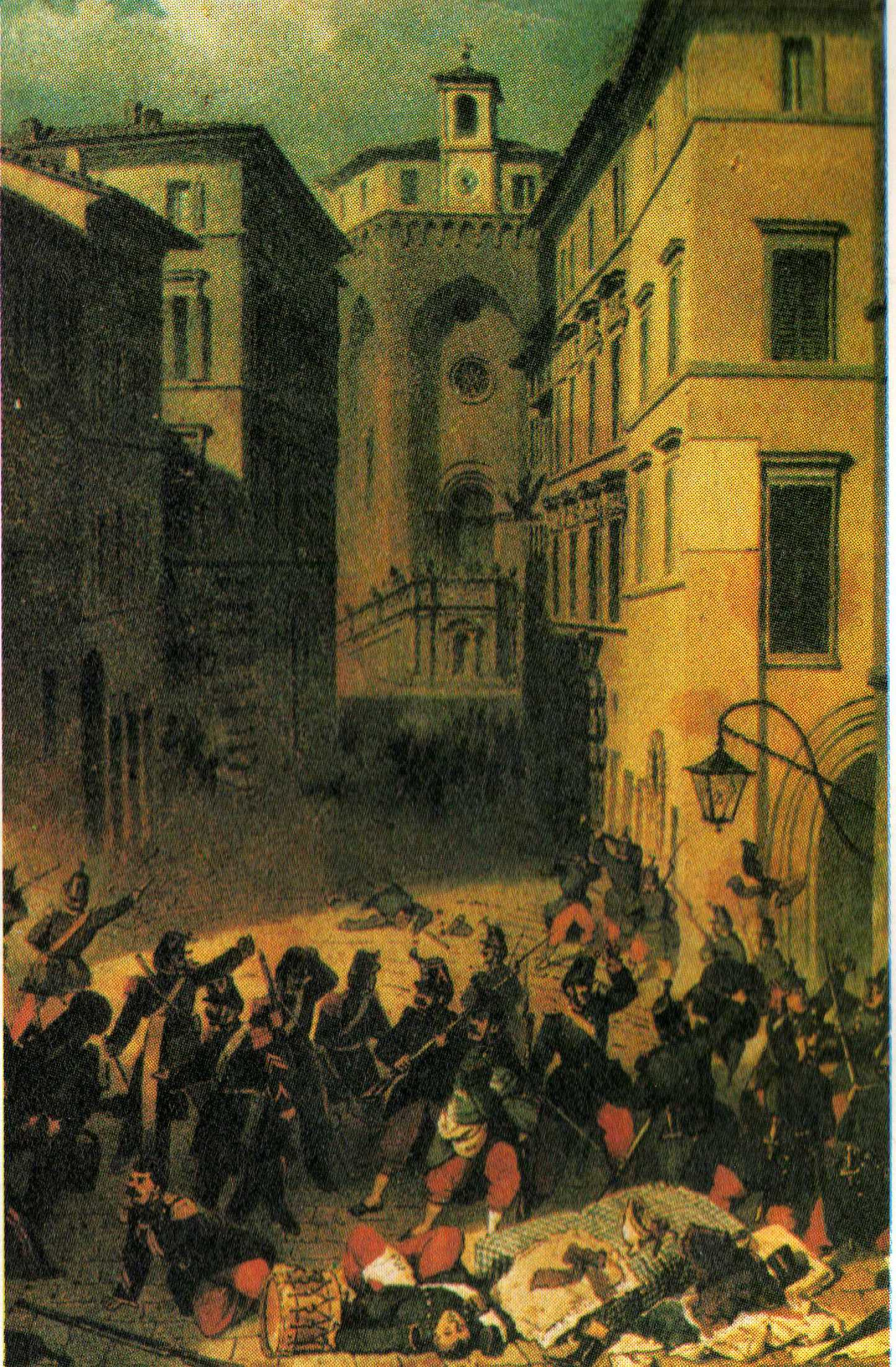
Stragi di Perugia

 Il 20 giugno 1859, il tragico epilogo: l'esercito pontificio, forte di circa duemila uomini, in gran parte Guardie Svizzere, entrarono nella città di Perugia e dopo un sanguinoso combattimento davanti a Porta San Pietro sbaragliarono la coraggiosa resistenza dei cittadini ed iniziarono il saccheggio all'interno della città. I combattimenti comportarono perdite di 10 militi papalini e 27 perugini.
Il 14 settembre 1860 le truppe piemontesi, 15.000 uomini al comando del generale Fanti, riescono a passare prima attraverso la Porta Sant'Antonio, successivamente anche dalla Porta S. Margherita, quindi a penetrare nella città e a conquistarla, dopo aver costretto alla resa l'ultima guarnigione di soldati svizzeri asserragliata nella Rocca Paolina (successivamente, a ricordo dell'avvenimento, le vie su sui si trovano le due porte medievali prenderanno il nome, appunto, di Corso Bersaglieri e di Via XIV Settembre).
In seguito quindi alla battaglia di Castelfidardo (18 settembre), tutti i territori di Umbria e Marche si ricongiungono al nascente Regno d'Italia, annessione che verrà quindi ufficializzata con il plebiscito del 4 novembre 1860.
Dopo l'Unità d'Italia, il Regno d'Italia  per strategia geopolitica privilegerà proprio Perugia come capoluogo di una vastissima provincia, che comprendeva il circondario di Rieti ai confini dello Stato Pontificio.

## Il Novecento

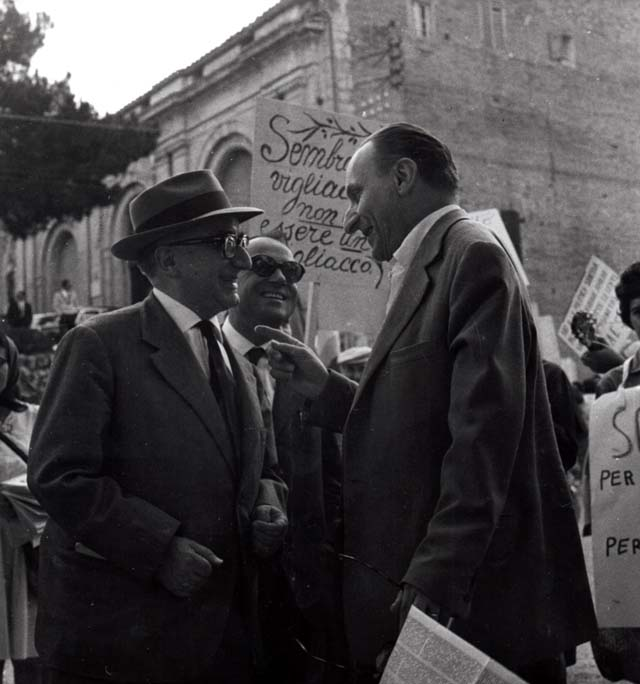
Aldo Capitini e Norberto Bobbio nel 1961 durante la marcia della pace Perugia - Assisi

Qualche decennio dopo, negli anni venti del XX secolo, il vasto territorio della provincia perugina verrà ridimensionato: Perugia resta il capoluogo della regione, ma vengono sanciti il passaggio del circondario di Rieti al Lazio, e la costituzione della nuova provincia umbra di Terni, determinando così il definitivo assetto geografico e amministrativo della regione Umbria, tuttora vigente.
Nel 1922 da Perugia parte la Marcia su Roma. Il 20 giugno 1944, pochi giorni dopo l'abbandono della zona da parte dei soldati tedeschi, entrano in città, da Porta San Pietro, le truppe alleate britanniche.
Il 24 settembre 1961, promossa dall'intellettuale antifascista Aldo Capitini, venne organizzata la prima Marcia per la pace Perugia-Assisi. Nei primi anni sessanta Perugia fu penalizzata dalla definizione del tracciato dell'Autostrada del Sole, che predilesse città come Arezzo e Orvieto, tagliando di fatto fuori la città dalla principale rotta stradale nord-sud italiana.
Umbria Jazz è uno dei festival di jazz più rinomati d'Italia e del mondo intero. Venne fondato nel 1973 a Perugia, è diventato nel corso degli anni un punto di riferimento per gli appassionati di jazz e per gli artisti internazionali.  Il festival venne ideato da Carlo Pagnotta ed è nato con l'obiettivo di portare la musica jazz nella suggestiva cornice delle città umbre. Fin dalla sua prima edizione, Umbria Jazz ha attratto grandi nomi del jazz, sia italiani che internazionali. Il suo palcoscenico è stato calcato da leggende del jazz come Miles Davis, Dizzy Gillespie, Ella Fitzgerald, Sarah Vaughan, e molti altri.
Negli anni, Umbria Jazz ha ampliato la sua offerta musicale, includendo anche altri generi musicali come il blues, il soul, il funk e il pop. Oltre ai concerti, il festival offre anche una serie di eventi collaterali, come workshop, seminari, mostre e incontri con gli artisti, che rendono l'esperienza complessiva del festival ricca e coinvolgente.

## Gli anni 2000
Il Festival Internazionale del Giornalismo è stato fondato a Perugia nel 2006 da Arianna Ciccone e Christopher Potter con l'intento di affrontare temi legati al giornalismo, all'informazione, alla libertà di stampa e alla democrazia.
Nel 2013 un uomo armato di pistola fece irruzione negli uffici della Regione Umbria e uccise due impiegate.